# 300cartas
300cartas (auch #300 cartas, span. für „300 Briefe“) ist ein argentinischer Liebesfilm von Lucas Santa Ana. 
 Die Premiere des Films ist im Juni 2024 beim Festival Internacional de Cine en Guadalajara geplant.

## Handlung
Auch wenn Jero und Tom sehr unterschiedlich sind, führen sie eine scheinbar perfekte Beziehung. Jero kümmert sich um sein Äußeres und seine Kryptowährungen, der alternative Tom liebt Poesie. An ihrem ersten Jahrestag wird Jero von Tom verlassen und hinterlässt ihm als einzige Erklärung eine Kiste mit 300 Briefen. Beim Lesen entdeckt Jero einen anderen Tom.

## Produktion
Regie führte Lucas Santa Ana, der auch den Filmschnitt übernahm und gemeinsam mit Gustavo Cabaña das Drehbuch schrieb. Der argentinische Regisseur ist vor allem für seinen Film Yo, adolescente mit Renato Quattordio und Thomas Lepera in den Hauptrollen bekannt.
Cristian Mariani und Gastón Frías spielen in den Hauptrollen Jero und Tom. Für Mariani ist es die erste Rolle in einem Spielfilm, Frias war in Marco Bergers Film Horseplay in einer größeren Rolle zu sehen. Bruno Giganti, der in der Rolle von Esteban zu sehen ist, spielte ebenfalls in Horseplay und bereits in Santa Anas Yo, adolescente.
Kameramann Pablo Galarza war in der Vergangenheit überwiegend für Fernsehserien und Musikvideos tätig.
Der Film soll im Juni 2024 beim Festival Internacional de Cine en Guadalajara seine Premiere feiern.